# Distrito de Gorgor

Provincia de Cajatambo en el Departamento de Lima

El distrito de Gorgor es uno de los cinco que conforman la provincia de Cajatambo, ubicada en el departamento de Lima, en el Perú. Administrativamente se halla en la circunscripción del Gobierno Regional de Lima.
Dentro de la división eclesiástica de la Iglesia Católica del Perú, pertenece a la diócesis de Huacho

## Historia
El distrito fue creado mediante Ley del 2 de enero de 1857, en el gobierno del Presidente Ramón Castilla.

## Geografía
Abarca una superficie de 309,95 km² y está ubicado sobre los 2 250 m s. n. m., su capital es el centro poblado de Gorgor.

## División administrativa

### Centros poblados
- Urbanos
  - Gorgor, con 441 habitantes
- Rurales
  - Nunumia, con 196 habitantes
  - Cochas, con 98 habitantes
  - Virunhuayra, con 85 habitantes
  - Rajanya, con 66 habitantes

## Autoridades

### Municipales
- 2019-2022
  - Alcalde: Hugo Díaz Ortega
  - Regidores:
- 2015-2018[2]
  - Alcalde: Alfredo Emilio Virhuez Tolentino, Movimiento Concertación para el Desarrollo Regional (CDR)
  - Regidores: Martin Méjico Carlos (CDR), Irma Teresa Guerra Barrera (CDR), Héctor Chavarría Villarreal (CDR), Gustavo Adolfo Ayala Díaz (CDR), David Abigail Echevarría Tolentino (Vamos Perú).
- 2011-2014[3]
  - Alcalde: Alfredo Emilio Virhuez Tolentino,  Movimiento Concertación para el Desarrollo Regional (CDR).[4]
  - Regidores: Irma Teresa Guerra Barrera (CDR), Fiorela Andrade Vega (CDR), Santa Berónica Tello Arbiza (CDR), Elmer Saúl Chavarría Rezabal (CDR), Primitiva Herbozo Pacheco (Restauración Nacional).
- 2007-2010[5]
  - Alcalde: Hugo Díaz Ortega, Coordinadora Nacional de Independientes (CNI).
  - Regidores: Aníbal Arturo Palma Tolentino (CNI), Carlos Arce Ventocilla (CNI), Francisca Torres Martel (CNI), Elmer Calero Solís (CNI), Diógenes Húngaro Garro (Concertación para el Desarrollo Regional).
- 2003-2006
  - Alcalde: Florentino Urbizagastegui Pacheco, Alianza Electoral Unidad Nacional.
- 1999-2002
  - Alcalde: Corpus Faustino Espinoza Alvarado, Movimiento independiente Somos Perú.
- 1996-1998
  - Alcalde: José del Carmen Tolentino Gonzales, Lista independiente N.º 13 Unidad Cajatambina.
- 1993-1995
  - Alcalde: David Abigail Echevarría Tolentino, Lista independiente N.º 7 Cambio 93.

### Policiales
- Comisaría   
  - Comisario: Cap. PNP  .

### Religiosas
- Diócesis de Huacho[6]
  - Obispo de Huacho: Mons. Antonio Santarsiero Rosa, OSI.
- Parroquia[7]
  - Párroco: Pbro.  .

## Educación

### Instituciones educativas
- IE Honorio Manrique Nicho 20017